# Хаяси, Кёко
Кёко Хаяси (яп. 林 京子 Хаяси Кё:ко, 28 августа 1930 — 1 марта 2017) — японская писательница, представитель жанра литературы атомной бомбы. Настоящее имя — Кёко Миядзаки (宮崎 京子). Опыт атомной бомбардировки и её последствий (включая чувство вины, испытываемой выжившими перед погибшими), являющийся стержнем творчества Хаяси, раскрывается автобиографично, но через нелинейное повествование и напряжение, возникающее от сплава временных пластов прошлого и настоящего. В числе других важных тем — воспоминания о проведённом в Шанхае детстве, разрушение семьи, старость, атомное наследие, доставшееся второму и последующим поколениям хибакуся, память и время как таковые.
Основные сочинения: «Место поминовения» (祭りの場, 1975, премия Акутагавы), «Стекло Нагасаки» (ギヤマンビードロ, 1978), «Как если бы ничего не случилось» (無きが如き, 1981), «Шанхай» (上海, 1983, премия женской литературы), «Для женщины нет дома в трёх мирах» (三界の家, премия Кавабаты), «А теперь покойся с миром» (やすらかに今はねむり給え, 1990, премия Танидзаки), «Опыт, накопленный человечеством за долгое время его существования» (長い時間をかけた人間の経験, 2000, премия Номы). На русский язык переведены рассказы «Стекло Нагасаки», «Два надгробия», «Пляска смерти» и «Шествие в пасмурный день».

## Биография и творчество
Родилась в Нагасаки. На следующий год после рождения вместе с родителями и тремя сёстрами переехала в Шанхай, куда был командирован работавший в торговой компании «Мицуи» отец. Относительно безоблачное шанхайское детство, протекавшее, однако, на фоне сцен зверств японской армии, оборвалось весной 1945 года, когда японцы начали спешную эвакуацию из Китая. Вернувшись в Японию в марте 1945 года, поступила в женскую муниципальную школу, для обучения в которой поселилась в Нагасаки, в отличие от матери и сестёр, расположившихся в пригороде Исахая, на расстоянии 25 км от города.
В числе других школьников была мобилизована для работы на военном заводе. В момент атомной бомбардировки Нагасаки находилась в городе в помещении завода в непосредственной близости от эпицентра взрыва. По собственным словам, живой осталась только чудом, однако здоровье было основательно подорвано. В течение двух месяцев после взрыва находилась в тяжёлом состоянии в результате облучения. После войны училась в женском училище при медицинском университете Нагасаки, однако обучения не закончила. В 1951 году переехала в Токио.
Писать начала с 1962 года, примкнув к додзинси «Бунгэй сюто» (文芸首都, «Литературная столица»), где вместе с ней начинали Кэндзи Накагами и Юко Цусима. Первым произведением стал рассказ «Синяя дорога» (青い道, 1962). Полноценный дебют, однако, состоялся значительно позже, уже в зрелом возрасте в июне 1975 года с опубликованным в журнале «Гундзо» рассказом «Место поминовения» (祭りの場), фактически документальным отражением её катастрофического личного опыта бомбардировки, навсегда разделившего на «до и после» жизнь 14-летней школьницы, работавшей на военном заводе и находившейся на момент взрыва на расстоянии 1,4 км от эпицентра. Автобиографичное описание 9 августа и последующих двух месяцев перемежается с новостями, медицинскими и прочими научными данными и воспоминаниями из детства. Уже в этом своём раннем произведении Хаяси использовала ставший для неё впоследствии краеугольным камнем приём ломки линейного хода истории, задействуя напряжение между различными временными пластами и возникающей в результате ритм. Имея своей изначальной целью максимально точно документировать пережитое 9 августа 1945 года, Хаяси по мере продвижения работы всё более понимала утопичность этого замысла, замечая, как память видоизменяется под воздействием настоящего. Документальные свидетельства в виде научных отчётов и пр. были использованы ей для заполнения этого тридцатилетнего вакуума, разделяющего прошлое и сегодня.
Рассказ был удостоен премии журнала «Гундзо» для начинающих писателей и премии Акутатавы, став первым произведением атомной литературы, получившим столь широкое признание. Мнения критиков были неоднозначны: отмечая мужество Хаяси и огромную эмоциональную силу, обусловленную самим материалом, под вопрос ставили собственно литературную значимость произведения. В числе наиболее ожесточённых критиков писательницы были Кодзин Каратани и Кэндзи Накагами, вплоть до того, что последний публично обвинил её в «атомном фетишизме», спекуляции на атомном опыте, не подтверждённым какой-либо художественной ценностью.
После «Места поминовения» Хаяси продолжила в автобиографичном ключе писать о бомбардировке Нагасаки. В 1977—1978 гг. в «Гундзо» была напечатана серия из двенадцати рассказов, выпущенная затем отдельной книгой под названием «Стекло Нагасаки» (ギヤマンビードロ, 1978). Одиннадцать из них были посвящены исключительно атомной бомбардировке и её последствиям и лишь один, стоящий в этой серии особняком, «Жёлтый песок» (黄砂), оказался написанным по мотивам воспоминаний проведённого в Шанхае детства. Существенным отличием «Стекла Нагасаки» от «Места поминовения» стало осознание Хаяси ограниченности собственного опыта, понимание бесконечной многогранности 9 августа, фрагменты которого были пережиты каждым хибакуся в отдельности. Поэтому мозаика «Стекла Нагасаки» стала для неё 9 августа Другого, объединёнными образом стекла как метафоры течения времени. «Стекло Нагасаки» стало этапной работой в становлении Хаяси—художника.
Следующий шаг в направлении к усложнению и неоднозначности повествования был сделан в первом романе «Как если бы ничего не случилось» (無きが如き, 1981). Отличительной чертой произведения стало в большей степени косвенное обращение к теме Нагасаки (без описания собственно бомбардировки, с акцентом на её перерождении в настоящем), а также полифоничность: повествование раздваивается, то есть ведётся от лица двух героинь одновременно. Устами одной из них Хаяси озвучила свой творческий манифест, заявив о решимости до конца оставаться летописцем, сказителем атомного Нагасаки.
На фоне темы Нагасаки опыт жизни в Китае в довоенные и военные годы занимает явно периферийное место. При этом, однако, он является для неё принципиально важным как в смысле её личного формирования (по сути, это вывернутый наизнанку тот же военный опыт), так и для создания контрапункта, задающего движение всему её творчеству. Шанхайская тема получила развитие в работах 1980-х годов сначала в подробном описание детских лет в повести «Губная помада Мишель» (ミッシェルの口紅, 1980), а затем в путевых заметках «Шанхай» (上海, 1983, премия женской литературы), написанных по мотивам пятидневного путешествия туда спустя почти сорок лет после отъезда из Китая в 1945 году. В целом работы Хаяси, начиная 1980-х, ознаменовали переход к более сложным формам и более широкому тематическому разнообразию. Сохраняя в качестве ядра и отправной точки любой своей мысли бомбардировку, она через её призму обратилась к темам семейной жизни и её разрушения, таким образом поднявшись до художественного обобщения на уровень осмысления жизни и смерти вообще. Так сборник «Для женщины нет дома в трёх мирах» (三界の家, 1984), заглавный рассказ из которого был удостоен премии Кавабаты, посвящён теме смерти отца и сложным взаимоотношениям между родителями. В последовавшем за ним сборнике рассказов «Дорога» (道, 1985) в ряде произведений Хаяси обращается к размышлениям о судьбе своего сына и его ноше хибакуся второго поколения. В рассказах, включённых в «Долину» (谷間, 1988) и «Голубое небо Вирджинии» (ヴァージニアの青い空, 1988), писательница углубляется в рефлексию над своим трёхлетним пребыванием в США в 1985—1988 гг. Одной из важнейших зрелых работ Хаяси стал роман «А теперь покойся с миром» (やすらかに今はねむり給え, 1990, премия Танидзаки) — реквием по своему школьному учителю, погибшему в Нагасаки.

## Издания на русском языке
- Два надгробия / Пер. Е. Рединой // Современная японская новелла 1945—1978. — М.: Художественная литература, 1980. — С. 493—516.
- «Пляска смерти» и «Шествие в пасмурный день» // Шествие в пасмурный день. Сборник. / Пер. В. Гришиной. — М.: Радуга, 1985. — 216 с.
- Стекло Нагасаки / Пер. О. Гришиной // Хиросима. Романы, рассказы, стихи. — М.: Художественная литература, 1985. — С. 474—484.